# Сім Чханмін
Сім Чханмін (кор. 심창민, 沈昌珉; нар. 18 лютого 1988, Сеул, Республіка Корея), також відомий під сценічним псевдонімом Макс Чханмін — південнокорейський співак, композитор, модель і актор, більш відомий, як наймолодший учасник південнокорейського гурту TVXQ. Він знаходиться під музикальним лейблом SM Entertainment в Південній Кореї, в Японії під лейблом Avex Trax. Він перший кореєць номінований на нагороду Hochi Film Awards(報知映画賞) в Японії, за його роль у кінострічці «Лети з золотом»/Fly With the Gold (黄金を抱いて翔べ).

## Біографія
Сім народився і виріс в Сеулі, Південна Корея. Він перша дитина в сім′ї вчителів, в якій є ще дві доньки, молодші сестри Чхан Міна  — Сім Суйен та Сім Джійен. Вперше агентство талантів SM ent. помітило Чханміна, коли він грав в бадмінтон в спортзалі школи. Після школи агентство повідомило Сіму, що він прийнятий в компанію? дали йому візитну картку і запросили на аудієнцію. Чанмін, який на той момент не відчував пристрасті до співацтва, був вмовлений своєю мамою, яка хотіла побачити співачку БоА (на той момент вже дебютувавшу співачку), піти туди. Сім пішов на аудицію в SM не поставивши свого батька до відомості. Агентство відповіло Чанміну, що зв′яжеться з ним через три тижні, але йому зателефонували вже через три дні і підписали контракт з SM незабаром після цього. Шім виграв нагороди 6th Annual Youth Competition, як найкращий співак і найкращий артист в SM Entertainment. Він дебютував у гурті TVXQ в 2003 році з піснею «Hug» на каналі SBS, під час спеціального показу БоА і Брітні Спірс.
Чханмін закінчив старшу школу Гэпо в 2006 році. Після чого він був прийнятий до Университету Кюн Хи.
В 2008 році Чханмін посів перше місце в списку 4ChaWon stars (зірки з 4-го виміру; люди, які поводять есебе так, ніби прилетіли з космосу. Люди, які потрапляють в цей рейтинг, добре відомі своєю екстраординарністю, унікальністю і несхожістю на інших)
В 2009 році він був зарахований в цей університет на програму освіти. Однак з 2011 року він відвідує Університет Конук з метою отримати другу освіту.

## Кар′єра

### Музична кар′єра
26 грудня 2003 року Чханмін дебютував у гурті TVXQ.
Поза музичної активності з TVXQ, Чханмін також брав участь в сольних проектах. У 2007 році він написав слова до пісні «Evergreen», яку включили в збірний альбом SM Town 2007 року Winter SMTown — Only Love.
В 2008 році він написав корейські слова до пісні «Love In The Ice» для 4 корейського альбому гурту MIROTIC.
3 квітня 2010 року було оголошено, що Avex припиняє всю діяльність гурту TVXQ в Японії і буде допомагати кожному учаснику гурту в сольній кар′єрі. Через перерву гурту Avex міг втратити біліони йен.
З серпня по вересень 2010 року, Юнхо і Чханмін виступали як TVXQ в Сеулі, Лос-Анджелесі і Шанхаї, як частина Світового туру. Дует показав спеціальний виступ з новим синглом «Maximum» і представив пісню «Why» з участю тільки Юнхо.
23 листопада 2010 року SM Entertainment оголосило, що TVXQ повертається як дует який складається з Юноу Юнхо і Макс Чанміна.
24 листопада 2010 року, Avex Entertainment, так же відомий як SM Entertainment Japan, виступив з заявою про відновлення контрактів виконавців компанії SM, що підписали контракт з Avex раніше.
Під час підготовки їхнього нового альбому Чханмін написав слова до пісні «고백 (Признание/Confession)», що була включена в альбом «Keep Your Head Down» і саундтрек до дорами Райское Ранчо/Paradise Ranch. Чанмін написав слова до пісні «I Swear» (Я присягаюсь) до шостого корейського альбому TVXQ Catch Me.
17 грудня 2012 року, Чханмін випустив пісню «A Person Like Tears» до драми Jeon Woo-chi. В квітні слова до пісні «떠나지 못해 (Безсонна ніч)» до третього альбому гурту SHINee Chapter 2. Why So Serious? — The Misconceptions of Me, які є його колегами по лейблу SM Entertainment.

### Кар′єра на телебаченні
24 грудня 2012 року було оголошено, що Сім буде соведучим нового шоу а каналі KBS разом з Кан Ходоном. Перша спроба Чханміна, як головного ведучого передачі приніс йому славу людини, відомої своїми гострими і швидкими зауваженнями, а також послугувало офіційному поверненню Кан Ходона на KBS. Початок передачі був запланований на середину січня 2013 року. 4 січня 2013 року KBS оголосило, що назва передачі змінюється з «Ти мені подобаєшся, ніч зустрічей» на «Місячний Принц». Перший епізод вийшов до ефіру 22 січня 2013 року, в останній раз передача вийшла в ефір 12 березня 2013 року.
25 березня 2012 року учасниками стафу KBS Entertainment було оголошено, що Кан Ходон, Лі Суґин та Кім Бюнман стануть ведучими нового спортивного розважального шоу, яке замінить «Місячного принца» і буде називатись «Наше сусідське мистецтво і фізичне виховання/Our Neighborhood Arts and Physical Education». 27 березня було оголошено, що Шім Чанмін був обраний, як один з ведучих програми

## Волонтерська робота
В січні 2008 року, Чханмін займався волонтерською працею з прибирання пляжів в Таен, Південна Корея, разом зі своїм батьком, у зв'язку з найбільшим національним нафтовим витоком в історії. Його подорож в Таен мала бути таємною, та стала відомою публіці, коли інший волонтер виклав фото на фан-сайті. Внаслідок цей випадок був підтверджений агентством TVXQ.

## Дискографія

### Мініальбоми
| Назва                                                                            | Деталі | Пікові позиції у чартах | Пікові позиції у чартах | Продажі                                    |
| Назва                                                                            | Деталі | KOR                     | JPN                     | Продажі                                    |
| Корейські                                                                        | Корейські | Корейські               | Корейські               | Корейські                                  |
| -------------------------------------------------------------------------------- | --- | ----------------------- | ----------------------- | ------------------------------------------ |
| Chocolate                                                                        | - Реліз:6 квітня 2020 - Лейбл: SM Entertainment - Формат: CD, цифрове завантаження, стриминг | 2                       | 3                       | - Південна Корея: 109,711 - Японія: 18,171 |
| Devil                                                                            | - Реліз: 13 січня 2022 - Лейбл: SM Entertainment - Формат: CD, цифрове завантаження, стриминг | 7                       | 17                      | - Південна Корея: 34,910 - Японія: 2,643   |
| Японські                                                                         | |                         |                         |                                            |
| Close to You                                                                     | - Реліз: 18 листопада 2015 (LE) - Лейбл: Avex Trax - Формат: CD + DVD Трек-лист CD 1. «Into the Water» 2. «Michinori» (яп. 道程) (The Journey) 3. «Oh No!» 4. «Rock with U» 5. «Gold Dust» 6. «Admit It, You Love It» 7. «Kogarashi ga Todoku Koro ni» (яп. 木枯らしが届く頃に) (When the Cold Winter Wind Comes) DVD 1. «Into the Water» (MV) 2. Jacket Making Movie 3. Off Shot Movie | —                       | —                       | Н/Д                                        |
| Human                                                                            | - Реліз: 8 грудня 2021 - Лейбл: Avex Trax - Формат: CD + DVD Трек-лист CD 1. «Don't Let Me Down» 2. «Human» 3. «You Light My Moon» 4. «Mo Aisiteruto Ienai» (яп. もう愛してると言えない) (I Can't Say I Love You Anymore) 5. «Put Your Records On» 6. «Over» DVD 1. «Human» (MV) 2. Jacket Making Movie 3. Video Clip Off Shot Movie                                                    | —                       | 2                       | - Японія: 28,480                           |
| «—» релізи, що не потрапили у чарти або не були випущені у відповідних регіонах. | |                         |                         |                                            |

### Сингли
| Назва                                                                     | Рік  | Альбом                                           | Нотатки                                  |
| ------------------------------------------------------------------------- | ---- | ------------------------------------------------ | ---------------------------------------- |
| «Wild Soul»                                                               | 2008 | Two Hearts/Wild Soul                             |                                          |
| «Big Time»                                                                | 2010 | Н/Д                                              | Performed at SM Town Live '10 World Tour |
| «고백 (Confession)»                                                       | 2011 | Keep Your Head Down                              |                                          |
| «눈물 같은 사람 (A Person Like Tears)»                                    | 2012 | Jeon Woo-chi Original Soundtrack                 |                                          |
| «Rock With U»                                                             | 2013 | Close To You                                     | Performed at Time: Live Tour 2013        |
| «Gold Dust»                                                               | 2013 | Close To You                                     | Performed at The Mission II tour         |
| «Breath» (Japanese version)                                               | 2014 | SM the Ballad Vol. 2 – Breath                    | duet with Krystal of f(x)                |
| «Heaven's Day»                                                            | 2014 | Spellbound                                       |                                          |
| «슬픔 속에 그댈 지워야만 해 (Because I Love You) — Acoustic version»      | 2014 | Mimi Original Soundtrack                         |                                          |
| «Over»                                                                    | 2014 | Н/Д                                              | Performed at Tree: Live Tour 2014        |
| «사랑한다 그 말을 못해서 (Because I couldn't say the words „I Love You“)» | 2014 | The Night Watchman's Journal Original Soundtrack |                                          |
| «Rise as One»                                                             | 2015 | Rise as God                                      |                                          |
| «Apology»                                                                 | 2015 | Rise as God                                      |                                          |
| «In a Different Life»                                                     | 2017 | TVXQ! WEEK — STATION SPECIAL PACKAGE             |                                          |
| «Closer»                                                                  | 2018 | New Chapter No. 1: The Chance of Love            | Co-written by Duncan Laurence            |
| «아스라이… (Beautiful Stranger)»                                          | 2018 | New Chapter No. 2: The Truth of Love             |                                          |
| «Chocolate»                                                               | 2020 | Chocolate                                        |                                          |
| «All That Love»                                                           | 2020 | SM Station Season 4                              |                                          |
| «Devil»                                                                   | 2022 | Devil                                            |                                          |

### Lyric credits
| Пісня                                                | Рік  | Виконавці                           | Альбом                                     | Нотатки                                                     |
| ---------------------------------------------------- | ---- | ----------------------------------- | ------------------------------------------ | ----------------------------------------------------------- |
| «Evergreen»                                          | 2007 | TVXQ                                | 2007 Winter SMTown — Only Love             |                                                             |
| «Love In the Ice»                                    | 2008 | TVXQ                                | Mirotic                                    | Korean version of «Love In the Ice»                         |
| «12시 34분 (Nothing Better)»                         | 2009 | TVXQ                                | 2009 Summer SMTown — We are Shining        |                                                             |
| «고백 (Confession)»                                  | 2011 | Max Changmin                        | Keep Your Head Down                        | Also recorded in the original soundtrack for Paradise Ranch |
| «I Swear»                                            | 2012 | TVXQ                                | Catch Me                                   |                                                             |
| «기억을 따라서 (Everlasting)»                        | 2012 | TVXQ                                | Live World Tour: Catch Me in Seoul         | Korean version of «Toki o Tomete»                           |
| «떠나지 못해 (Sleepless Night)»                      | 2013 | Shinee                              | Why So Serious? – The Misconceptions of Me |                                                             |
| «Rise…»                                              | 2014 | TVXQ                                | Tense                                      |                                                             |
| «Heaven's Day»                                       | 2014 | Max Changmin                        | Spellbound                                 |                                                             |
| «Ace»                                                | 2014 | Темін                               | Ace                                        |                                                             |
| « 나의 생각, 너의 기억 (My Thoughts, Your Memories)» | 2014 | Kyuhyun                             | At Gwanghwamun                             |                                                             |
| «In a Different Life»                                | 2017 | Max Changmin                        |                                            |                                                             |
| «Sun & Rain»                                         | 2018 | TVXQ                                | New Chapter No. 1: The Chance of Love      |                                                             |
| «Jelly Love»                                         | 2018 | TVXQ                                | New Chapter No. 2: The Truth of Love       |                                                             |
| «아스라이… (Beautiful Stranger)»                     | 2018 | Max Changmin                        | New Chapter No. 2: The Truth of Love       |                                                             |
| «Come a Little Closer» (너와 나)                     | 2019 | Leeteuk, Shindong, Eunhyuk, Donghae | Analog Trip Original Soundtrack            |                                                             |
| «Chocolate»                                          | 2020 | Max Changmin                        | Chocolate                                  |                                                             |
| «No Tomorrow»                                        | 2020 | Max Changmin                        | Chocolate                                  |                                                             |
| «All That Love»                                      | 2020 | Max Changmin                        | SM Station Season 4                        |                                                             |
| «Human»                                              | 2021 | Max Changmin                        | Human                                      |                                                             |
| «Devil»                                              | 2022 | Max Changmin                        | Devil                                      |                                                             |
| «Alien»                                              | 2022 | Max Changmin                        | Devil                                      |                                                             |

## Фільмографія

### Фільми
| Назва             | Рік  | Роль      | Нотатки              |
| ----------------- | ---- | --------- | -------------------- |
| Dating on Earth   | 2009 | Чанмін    | Direct-to-video      |
| I AM.             | 2012 | Грає себе | Документальний фільм |
| Fly with the Gold | 2012 | Момо      | Японський фільм      |
| SMTOWN The Stage  | 2015 | Грає себе | Документальний фільм |

### Телесеріали
| Назва                           | Рік  | Роль                  | Нотатки                   |
| ------------------------------- | ---- | --------------------- | ------------------------- |
| Banjun Drama                    | 2005 | Макс Чханмін          |                           |
| Vacation                        | 2006 | Макс Чханмін          | Episode: "Beautiful Life" |
| Athena: Goddess of War          | 2010 | Чхве Техьон           | Гостьова поява            |
| Paradise Ranch                  | 2011 | Хан Дончу             |                           |
| Welcome to the Show             | 2011 | Грає себе             | Камео (1 епізод)          |
| Saki                            | 2013 | Відвідувач кафе       | Камео (11 епізод)         |
| Mimi                            | 2014 | Хан Мін У             |                           |
| The Scholar Who Walks the Night | 2015 | Crown Prince Lee Yoon |                           |
| Tensai Bakabon 3                | 2018 | Чанмін                | Камео                     |

### Мюзикли
| Назва                       | Рік  | Роль  | Нотатки      |
| --------------------------- | ---- | ----- | ------------ |
| Hologram Musical: School Oz | 2015 | Оскар | Головна роль |

### Тревел-шоу
| Назва       | Рік  | Роль      | Нотатки |
| ----------- | ---- | --------- | ------- |
| Analog Trip | 2019 | Грає себе | [ 14 ]  |

### Вар'єте шоу
| Назва                         | Рік     | Нотатки            | Прим.  |
| ----------------------------- | ------- | ------------------ | ------ |
| Cool Kiz On The Block         | 2013–14 | Cast Member        |        |
| Kingdom                       | 2021    | Ведучий            | [ 15 ] |
| Free Hug                      | 2021    | Host               | [ 16 ] |
| Along with the Gods 2         | 2021    | Special MC         | [ 17 ] |
| Bistro Shigor                 | 2021    | cooking department | [ 18 ] |
| My: Humanities that Open Work | 2022    | Постійний учасник  | [ 19 ] |
| My Teenage Boy                | 2023    | Ведучий            | [ 20 ] |

### Веб-шоу
| Рік  | Назва                     | Роль                       | Нотатки       | Прим.  |
| ---- | ------------------------- | -------------------------- | ------------- | ------ |
| 2021 | Check This Out            | Учасник акторського складу | з Jung Yun-ho | [ 21 ] |
| 2022 | Changminho's Birdie Buddy | Ведучий                    | з Choi Min-ho | [ 22 ] |

## Нагороди і номінації
| Нагорода                  | Рік  | Категорія                  | Номінант / робота     | Результат | Прим.  |
| ------------------------- | ---- | -------------------------- | --------------------- | --------- | ------ |
| Hochi Film Awards         | 2012 | Best New Artist            | Fly with the Gold     | Номінація |        |
| Japan Academy Awards      | 2013 | Newcomer of the Year       | Fly with the Gold     | Перемога  |        |
| Japan Film Critics Awards | 2013 | Best New Artist            | Fly with the Gold     | Перемога  | [ 23 ] |
| KBS Entertainment Awards  | 2013 | Best Entertainer (Variety) | Cool Kiz On The Block | Перемога  | [ 24 ] |
| KBS Entertainment Awards  | 2013 | Best Newcomer              | Moonlight Prince      | Номінація |        |